# Богдановский, Николай Васильевич
Никола́й Васи́льевич Богдано́вский (род. 17 января 1957, посёлок Предгорный, Бийский район, Алтайский край) — российский военачальник. Первый заместитель начальника Генерального штаба Вооружённых cил Российской Федерации с 12 июня 2014 года. Командующий войсками Центрального военного округа (2012—2014).

## Образование
Николай Богдановский окончил Свердловское Суворовское военное училище (1972—1974), Московское высшее общевойсковое командное училище имени Верховного Совета РСФСР (1974—1978), Военную академию имени М. В. Фрунзе (1984—1987), Военную академию Генерального штаба Вооруженных Сил (1994—1996).

## Карьера
Службу проходил командиром разведывательного взвода, командиром роты, начальником штаба мотострелкового батальона, командиром мотострелкового (танкового) батальона в Южной группе войск (Венгрия, 1978—1984), начальником штаба укрепленного района (УР), командиром мотострелкового полка 1989-1993, начальником штаба мотострелковой дивизии (1993—1994), начальником 392-го Тихоокеанского центра подготовки младших специалистов мотострелковых войск, начальником штаба и командующим 35-й армией (1996—2006), заместителем командующего войсками Дальневосточного военного округа (июнь 2006 — январь 2008), начальником Главного штаба Сухопутных войск — 1-м заместителем Главнокомандующего Сухопутными войсками (январь 2008 — март 2009).
12 декабря 2004 года присвоено звание генерал-лейтенанта. С 24 марта 2009 года по 9 января 2011 года — командующий войсками Ленинградского военного округа. Указом Президента РФ от 9 января 2011 года назначен заместителем Главнокомандующего Сухопутными войсками по боевой подготовке. 13 декабря 2012 года присвоено звание генерал-полковника.
24 декабря 2012 года по 12 июня 2014 года — командующий войсками Центрального военного округа.
Указом Президента Российской Федерации от 12 июня 2014 года назначен на должность Первого заместителя начальника Генерального штаба Вооружённых cил Российской Федерации
В связи с событиями на Украине, в августе-сентябре 2014 года включён в санкционный список Канады. Принимал участие в переговорах о координации действий с Армией обороны Израиля 29.09 — 01.10.2015 во время Военной операции России в Сирии.

## Награды
- Орден Александра Невского
- Орден Мужества
- Орден «За военные заслуги»
- Орден «Знак Почёта»